# Johann Reinhold Forster

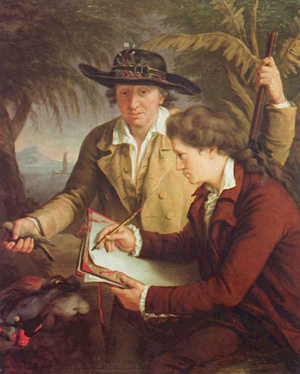
Johann Reinhold Forster und sein Sohn Georg auf Tahiti

Johann Reinhold Forster (* 22. Oktober 1729 in Dirschau, Königlich-Preußen; † 9. Dezember 1798 in Halle a.d. Saale) war ein vielseitig gebildeter deutscher Naturwissenschaftler und Entdecker in der Zeit der Aufklärung, der auch Wesentliches zur Ethnologie beitrug. Sein offizielles botanisches Autorenkürzel lautet „J.R.Forst.“.

## Leben
Forster entstammte einer Familie, die sich auf die alte Familie der Lords Forrester in Schottland, Anhänger des Königs Karl I., zurückführte. Forsters Vorfahre Georg Forster (wie Johann Reinhold auch seinen ersten Sohn Georg [1754–1794] nannte) emigrierte, nachdem die Familie durch Cromwells Bestrebungen, England in eine Republik zu verwandeln, den Großteil ihrer Besitztümer verloren hatte, wie viele andere Engländer und Schotten zu jener Zeit nach Preußen, in die Region um Danzig. Forster war der Sohn von Georg Reinhold Forster und der Tochter des Bürgermeisters Johann Wolff. Der Vater war – wie schon der Großvater Georg und der um 1666 in jene Stadt gezogene Urgroßvater Adam (wiederum Sohn des oben genannten aus Yorkshire stammenden Georg Forster) – Bürgermeister von Dirschau.

### Wissenschaft, Beruf und Familie
Forster studierte an der Universität Halle – entgegen der Familientradition – nicht Rechtswissenschaften, sondern entschied sich, da sein Wunschfach Medizin vom Vater keine Unterstützung gefunden hätte, für die Theologie. Daneben allerdings besuchte er regelmäßig medizinische Vorlesungen. Nach seinem Studium diente er als evangelischer Pastor in der kleinen Gemeinde Hochzeit (Wiślina) am Ufer der Mottlau, nahe Nassenhuben (Mokry Dwór). Dort heiratete er seine Cousine, die aus Marienwerder stammende Ratsherrentochter Justine Elisabeth Nicolai. Dieser Ehe entstammten acht Kinder, von denen sieben die Kindheit überlebten.
Das erste ihrer Kinder war der 1754 geborene Sohn Georg, dessen kindliche Neugier Forster dazu motivierte, sich mit der Naturgeschichte und somit insbesondere mit Linnés Schriften genauer auseinanderzusetzen. Außerdem unterrichtete er seinen Sohn Georg im Schreiben, Rechnen, in Latein und Französisch.
Forster vertiefte sich außerdem in die Chronologie, die antike Geographie und setzte sich im Besonderen mit der koptischen Sprache auseinander. Aufgrund seiner Begeisterung für die Wissenschaft gab Forster das gesamte Erbe seines Vaters und Onkels aus, um seine private Bibliothek zu erweitern. Sie umfasste schließlich rund 2500 Titel. Die Wissenschaft spielte bald schon eine wichtigere Rolle als Beruf und Familie. (Eine Anekdote aus dieser Zeit berichtet, Forster sei während eines Gottesdienstes neben der Kanzel eingeschlafen, da er seine Predigt offenbar erst bei Nacht und schwarzem Kaffee verfasst hatte.) Seine Privatbibliothek hingegen schrumpfte schon wenige Jahre später wieder, als seine Frau sich während seiner Arbeiten in Russland gezwungen sah, durch Bücherverkäufe das Überleben der restlichen in Preußen verbliebenen Familie zu sichern.

### An der Wolga

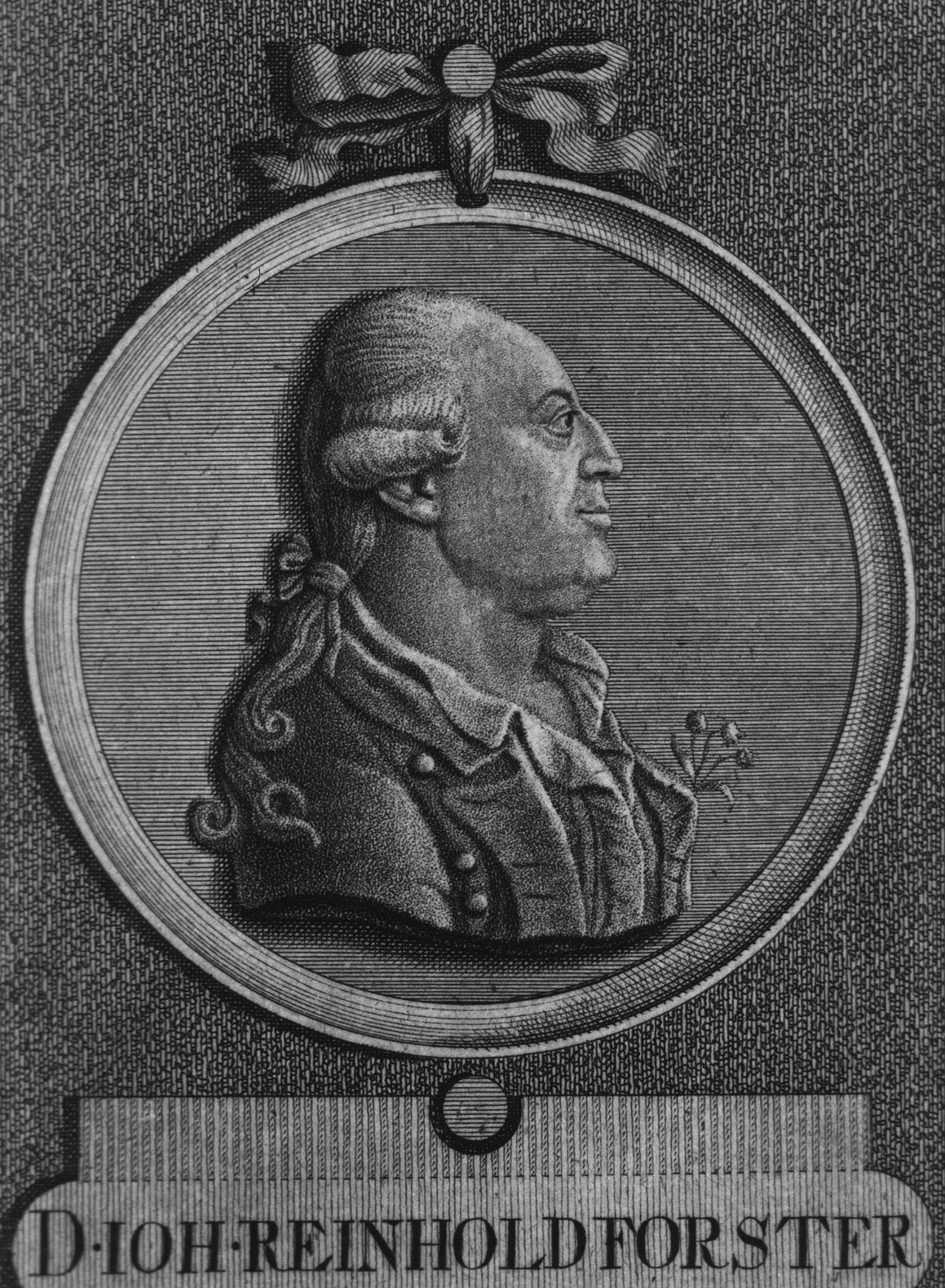
Johann Reinhold Forster

Nach dem Sturz des Zaren Peter III. durch Katharina II. im Jahre 1762 und durch die daraufhin wiederaufgegriffenen Pläne, die noch unerschlossenen Gebiete im Süden Russlands zu kolonisieren, wurden Deutsche mit Hilfe von finanziellen und ideellen Anreizen angeworben. Aufgrund der sehr unwirtlichen Siedlungsbedingungen gerieten allerdings die russischen Agenten rasch in Argumentationsnöte.
Um den Gerüchten über die miserablen Bedingungen an der unteren Wolga einen positiveren Charakter zu verleihen, wurde Forster, der sich zuvor bereits vergeblich um eine Professur in Sankt Petersburg beworben hatte, im Jahre 1765 für die Erforschung der deutschen Wolgakolonisten und der Gebiete der Kolonien engagiert. Diese Reise, die ihn bis zum Eltonsee in der Kaspischen Senke führte, war für Forster vor allem aus naturhistorischen Gründen interessant. Er wurde von seinem zu jener Zeit erst zehn Jahre alten Sohn Georg begleitet. Von seinen Aufgaben als Pastor wurde er für die Zeit seines Auftrages beurlaubt. In Königsberg wurde Johann Reinhold Forster am 16. März 1765 Mitglied im Bund der Freimaurer, seine Loge Zu den drei Kronen ist seit dem Jahre 2002 in Kaliningrad wiederbegründet.
Neben den von Grigori Orlow geforderten Informationen zur Region und der Lage der Kolonisten sammelte Forster auch Antiquitäten alter nomadischer Völker. In ein an Orlow gerichtetes, mit Karten ausgestattetes Memorandum zu den Ergebnissen seiner Untersuchungen flossen auch die Klagen der Kolonisten insbesondere bezüglich ihrer rechtlichen Lage ein.
Auf Verlangen von Katharina II., die im Sinne des aufgeklärten Absolutismus regierte, wurden Forster und ein zweiter reformierter Prediger namens Dilthey damit beauftragt, in Vertretung der deutschen Kolonisten ein den Siedlern eigenes Gesetzesbuch zu schaffen.
Während dieser Zeit ging Forsters Beurlaubung für seine Pastorenstelle in Preußen zu Ende, und im Mai 1766 erfuhr er, dass er die Stelle an jemand anderen verloren hatte. Auch die Abfassung des Gesetzesbuches und dessen Abgabe bei Orlow führte nicht zu den erwarteten Ergebnissen, und schließlich reisten Vater und Sohn Forster ohne Erfolg und Belohnung aus Russland ab. An der Situation der Kolonisten änderte sich im Wesentlichen nichts.

### England und die Südseereise
1766 reiste Forster mit Georg nach England. Er gab drei Jahre lang Unterricht am Dissenter’s College in Warrington und zog dann nach London, wo er bereits zuvor als Naturhistoriker bekannt und Ehrenmitglied der Society of Antiquaries of London geworden war. Forster war eine vielseitige aufgeklärte Persönlichkeit, sprach eine Vielzahl an Sprachen (darunter Latein, Polnisch, Deutsch, Russisch, Englisch, Französisch, Koptisch und Samaritanisch) und betätigte sich als Linguist, Anthropologe und Philosoph.
Als Joseph Banks kurz vor James Cooks zweiter Südsee-Reise von der Admiralität als offizieller wissenschaftlicher Begleiter fallen gelassen wurde, ging dessen Auftrag an Forster, der darauf bestand, seinen Sohn als Assistenten mitzunehmen. Im Juli 1772 segelten sie an Bord der Resolution von Plymouth aus los und kamen nach drei Jahren wieder in England an. Bei einem Aufenthalt in Kapstadt stellte Forster Anders Sparrman als seinen Assistenten ein.
Beide Forsters führten Tagebücher mit genauen Einzelheiten von allem, was sie auf der Reise sahen. Die materiellen Erträge dieser Reise, insbesondere die Reiseaufzeichnungen des Vaters, eine Fülle von Pflanzenpräparaten, ethnografischen und naturkundlichen Sammelstücken sowie rund 600 größtenteils kolorierte Zeichnungen des Sohnes, wurden zur Grundlage der folgenden Publikationen der beiden und damit ihres internationalen Rufs.
Die großartigen Sammlungen von naturgeschichtlichen und geschichtlichen Gegenständen mussten sie aufgrund von wiederkehrenden Geldnöten schrittweise wieder verkaufen. Nachdem der Auftrag für die Abfassung des offiziellen Reiseberichtes wider Erwarten entzogen worden war, veröffentlichten die Forsters auf eigene Faust die Observations Made during a Voyage round the World (1777, deutsche Übersetzung von Georg Forster 1778–80; siehe hierzu unten Abschnitt „Werke“).
In Anbetracht wachsender Konflikte mit der Admiralität wegen der nicht autorisierten Veröffentlichung und steigender Schulden in England richteten sich die Hoffnungen Forsters auf Deutschland, zumal Vater und Sohn bereits in England einige freundschaftliche Verbindungen – darunter mit dem Physiker Georg Christoph Lichtenberg und dem Anatomen Samuel Thomas von Soemmerring – geknüpft hatten. Durch eine Sammlung des Herzogs Ferdinand von Braunschweig, die dieser unter deutschen Freimaurerlogen veranstaltete, wurde die Familie schließlich von ihren Schulden befreit.

### Letzte Jahre in Deutschland

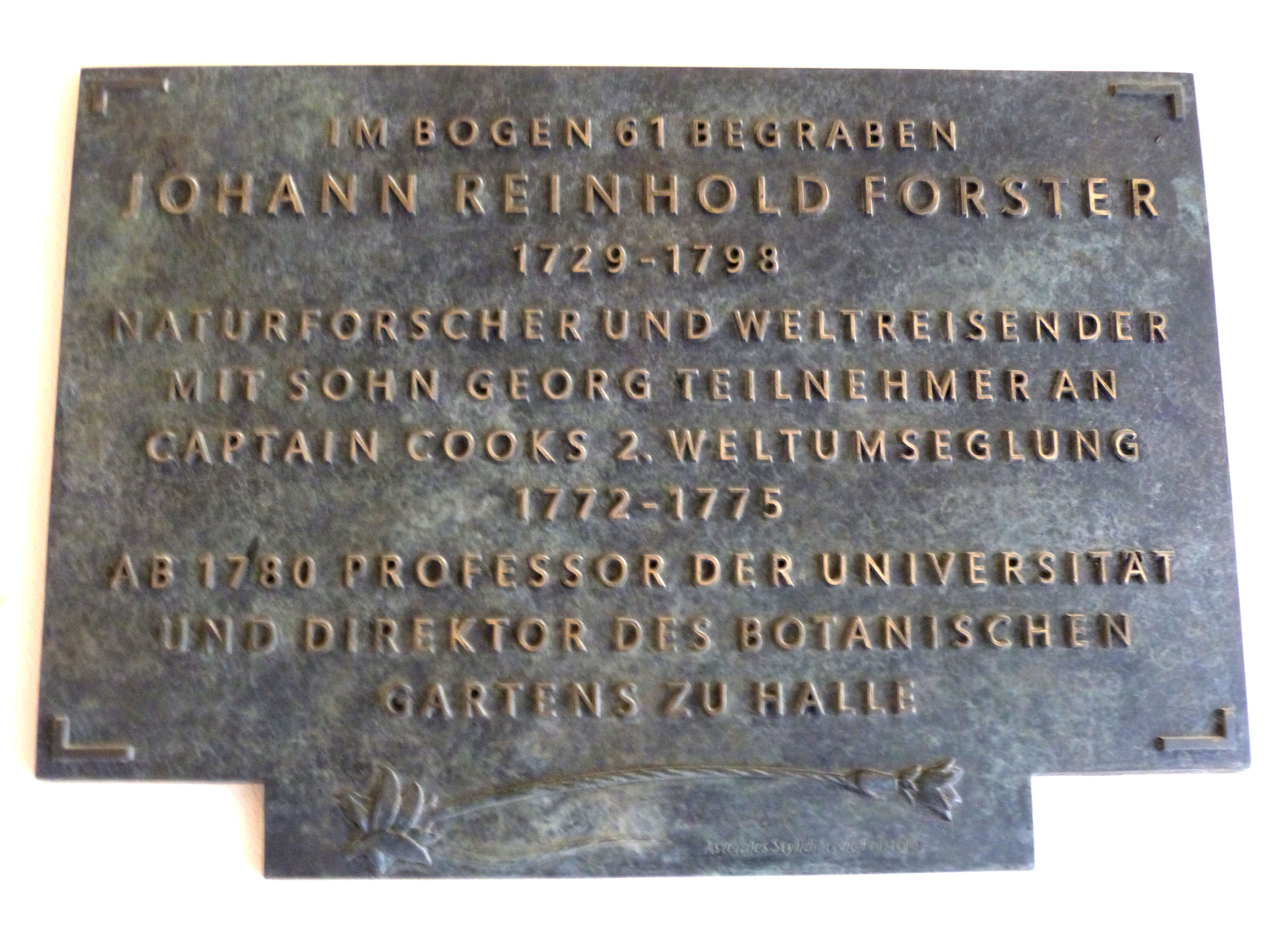
Gedenktafel für Johann Reinhold Forster im Bogen 61 auf dem Stadtgottesacker Halle

Im November 1779 wurde er zum Professor der Naturkunde und Mineralienforschung an der Universität Halle ernannt. Im September 1780 trat er in die dortige Freimaurerloge Zu den drei Degen ein, in der er unter anderem das Amt des Logenmeisters und des Redners bekleidete. 1776 wurde als korrespondierendes Mitglied in die Académie des sciences in Paris aufgenommen. 1780 wurde er Ehrenmitglied der Russischen Akademie der Wissenschaften in St. Petersburg und 1786 auswärtiges Mitglied der Preußischen Akademie der Wissenschaften. Seit 1793 war er gewähltes Mitglied der American Philosophical Society. In Halle blieb er bis zu seinem Tode im Jahre 1798. Sein Grab befindet sich auf dem hallischen Stadtgottesacker im Bogen 61.

## Leistung
Forster, ein Anhänger von Carl von Linné und dessen binärer Nomenklatur, war ein äußerst vielseitiger Naturforscher und trug unter anderem maßgeblich zur Ornithologie Europas und Nordamerikas bei.

## Ehrungen
Nach Johann Reinhold Forster und seinem Sohn Johann Georg Adam Forster benannt ist die Pflanzengattung Forstera L.f. aus der Familie der Phyllanthaceae.
Ebenfalls wurde die Forsterseeschwalbe nach ihm benannt.
Die Forsters Passage im Archipel der Südlichen Sandwichinseln trägt seinen Namen.
Der Asteroid (20060) Johannforster wurde am 26. September 2007 nach ihm benannt.
Das Bergwerk Reinhold-Forster-Erbstollen in Siegen-Eiserfeld trägt ebenfalls Forsters Namen.

## Werke

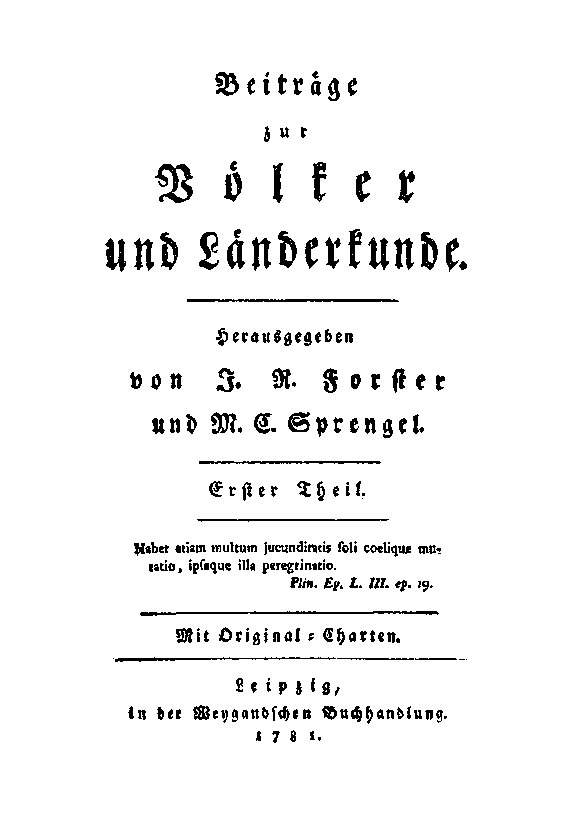

Einige der unter dem Namen Johann Reinhold Forster veröffentlichten Werke und Übersetzungen wurden nicht von ihm selbst, sondern von seinem Sohn Georg verfasst. Andererseits fanden etwa in dem von Georg Forster 1777 vor dem offiziellen Reisebericht zu Cooks zweiter Pazifikreise verfassten und veröffentlichten A Voyage round the World sowohl Georgs als auch des Vaters Aufzeichnungen Eingang. Eine klare Abgrenzung zwischen den Werken Johann Reinhold Fosters und denjenigen seines Sohnes ist aufgrund ihrer langjährigen engen Zusammenarbeit nicht immer einwandfrei möglich.
- Journal of a Voyage on Board the Resolution 1772–1774. Sechsbändiges Tagebuch der Reise (englisch), Digitalausgabe.
- Observations Made during a Voyage round the World. 1778.
- Descriptiones animalium. 1844 von Martin Hinrich Lichtenstein veröffentlicht
- The Resolution Journal of Johann Reinhold Forster. herausgegeben von Michael E. Hoare, Volume 1–4, Hakluyt Society, London 1982.
- Geschichte der Entdeckungen und Schiffahrten im Norden. Frankfurt/Oder 1784.

## Sonstiges
Ein 1805 angehauener und im Siegerland bekannter Stollen im Siegener Stadtteil Eiserfeld trägt den Namen Reinhold-Forster-Erbstollen. Zudem ist Forster Namensgeber für den Forster Point, eine Landspitze Südgeorgiens im Südatlantik.